# آذری‌های بریتانیا
آذری‌های بریتانیا (به ترکی آذربایجانی: Böyük Britaniya azərbaycanlıları) گروهی کوچک از مردم آذری ساکنان بریتانیا که عمدتاً از کشورهای ایران و جمهوری آذربایجان به بریتانیا مهاجرت کرده‌اند. جمعیت اهالی با پس زمینه قومی آذری در بریتانیا به سال ۲۰۰۹ میلادی، ۱۵۰۰۰ نفر شمارش شده‌بود.

## سرشناسان
- حسن میرزا
- سامی یوسف
- نگار جمال
- نرمین کمال
- کمال شالوروس
- نوید استادیان-بینای
- بهمن فرسی